# Kelly Dulfer
Kelly Dulfer (née le 21 mars 1994 à Amsterdam) est une joueuse internationale néerlandaise de handball, évoluant au poste d'arrière gauche.

## Biographie
Kelly Dulfer commence le handball au HV Ventura. En 2012, elle rejoint le HV Quintus. Après une saison, elle s'engage avec le HV DOS. 
Pour la saison 2014-2015, elle joue pour le SV Dalfsen, avec qui elle réalise le doublé championnat-coupe des Pays-Bas.
Kelly Dulfer passe ensuite deux saisons au VfL Oldenburg, elle marque 182 buts en 51 matchs de championnat allemand, avant de rejoindre le Copenhague Handball,. 
En décembre 2015, elle crée la surprise avec les Pays-Bas en atteignant la finale du championnat du monde, perdue face à la Norvège,. 
En décembre 2017, elle décroche une médaille de bronze lors du championnat du monde en remportant le match pour la troisième place face à la Suède.
Avec Copenhague, elle remporte le championnat du Danemark en 2018. En 2019, elle quitte Copenhague après deux saisons et s'engage avec le Borussia Dortmund.

## Palmarès

### En club
Compétitions internationales
- finaliste de la Ligue des champions (C1) en 2024 (avec SG BBM Bietigheim)
- vainqueur de la Ligue européenne (C3) (1) : 2022 (avec SG BBM Bietigheim)

Compétitions nationales
- vainqueur du Championnat des Pays-Bas (1) : 2015 (avec SV Dalfsen)
- vainqueur du Championnat du Danemark (1) : 2018 (avec Copenhague Handball)
- vainqueur du Championnat d'Allemagne (4) : 2021 (avec Borussia Dortmund), 2022, 2023, 2024 (avec SG BBM Bietigheim)
- vainqueur de la Coupe d'Allemagne (2) : 2022 et 2023 (avec SG BBM Bietigheim)
- vainqueur de la Supercoupe d'Allemagne (2) : 2021 et 2022 (avec SG BBM Bietigheim)

### En sélection
Jeux olympiques
- 4e place aux Jeux olympiques de 2016 à Rio de Janeiro

championnats du monde
- 12e place du championnat du monde 2013[9]
- finaliste du championnat du monde 2015
- troisième du championnat du monde 2017

championnats d'Europe
- finaliste du championnat d'Europe 2016
- troisième du championnat d'Europe 2018
- vainqueur du Championnat du monde 2019

### Distinctions individuelles
- élue meilleure joueuse en défense du championnat d'Europe 2018[10]